# 19395 Barrera
19395 Barrera este un asteroid din centura principală de asteroizi.

## Descriere
19395 Barrera este un asteroid din centura principală de asteroizi. A fost descoperit pe 2 martie 1998 la Caussols, în cadrul proiectului ODAS. Asteroidul prezintă o orbită caracterizată de o semiaxă mare de 2,26 ua, o excentricitate de 0,08 și o înclinație de 2,8° în raport cu ecliptica.